# Aérodrome de Gouré
L'aérodrome de Gouré (code OACI : DRZG) est l'aéroport de Gouré, Niger. L'aérodrome est situé 15 km au sud-ouest du centre-ville. La piste de l'aérodrome mesure 1 510 x 50 m.